# Абде Еззальзулі
Абде Еззальзулі (араб. عبد الصمد الزلزولي, нар. 17 грудня 2001, Бені-Меллаль) — марокканський футболіст, нападник іспанського клубу «Реал Бетіс».
Виступав, зокрема, за «Барселону», а також національну збірну Марокко.

## Клубна кар'єра
Народився 17 грудня 2001 року в місті Бені-Меллаль в Марокко. Коли йому було 3 роки, він переїхав до Іспанії з сім'єю, де і почав займатись футболом. У 2016 році Еззальзулі перейшов до академії іспанського клубу «Еркулес», а з 2019 року став залучатися до ігор резервної команди, а потім і основної.
31 серпня 2021 року Абде перейшов до «Барселони», де став виступати за резервну команду. Після звільнення головного тренера першої команди Роналда Кумана, виконуючим обов'язки тренером був призначений тренер «Барселони Б» Серхі Бархуан, який взяв до своєї нової команди і молодого марокканця. Таким чином Еззальзулі дебютував за основу «Барселони» 30 жовтня 2021 року в матчі чемпіонату Іспанії проти «Алавеса» (1:1), вийшовши на заміну на 80 хвилині замість Оскара Мінгеси. 12 грудня 2021 року Абде забив перший гол за «синьо-гранатових» у матчі проти «Осасуни».
1 вересня Абде продовживши контракт з каталонцями до 30 червня 2026 року із відступними у розмірі 200 мільйонів євро. Одночасно з цим гравця віддали в оренду в «Осасуну» на один рік без права викупу. За час оренди за клуб з Памплони він зіграв 34 гри в усіх турнірах і забив 4 голи.
1 вересня 2023 року Еззальзулі за в 7,5 млн євро перейшов у «Реал Бетіс». 16 вересня 2023 року Абде дебютував за новий клуб у матчі чемпіонату проти "Барселони" (0:5), а 1 жовтня забив перший гол у матчі чемпіонату проти "Валенсії" (3:0). Станом на 26 серпня 2024 відіграв 27 матчів в національному чемпіонаті.

## Виступи за збірні
Протягом 2019–2021 років залучався до складу молодіжної збірної Марокко. На молодіжному рівні зіграв у 5 офіційних матчах, забив 2 голи.
23 вересня 2022 року дебютував в офіційних іграх у складі національної збірної Марокко в товариському матчі проти збірної Чилі (2:0). В кінці того ж року у складі збірної був учасником чемпіонату світу 2022 року у Катарі, у якому він провів три матчі, усі виходячи на заміну, а Марокко змогло завершити турнір на несподіваному четвертому місці. Після історичного досягнення Еззальзулі та решта марокканської команди були нагороджені Орденом Трону під час прийому в Королівському палаці в Рабаті.
У червні 2023 року він був включений до складу олімпійської збірної на домашній молодіжний (U-23) кубок африканських націй. На турнірі Абде був капітаном команди, забив три голи і віддав три результативні передачі в чотирьох матчах, допомігши своїй команді виграти турнір і пройти кваліфікацію на літні Олімпійські ігри 2024 року. На футбольному турнірі Олімпіади в Парижі він зіграв у всіх 6 іграх, забив 2 голи і став з командою бронзовим призером.
| Дата      | Місто                | Господарі | Результат | Гості   | Турнір           | Голи | Примітки  |
| --------- | -------------------- | --------- | --------- | ------- | ---------------- | ---- | --------- |
| 23-9-2022 | Курналя-да-Льобрегат | Марокко   | 2 – 0     | Чилі    | товариський матч | -    | 82' 90+4' |
| 27-9-2022 | Севілья              | Парагвай  | 0 – 0     | Марокко | товариський матч | -    | 76'       |
| Усього    |                      | Матчів    | 2         |         | Голів            | 0    |           |